# رامون سوسا
رامون سوسا (انگلیسی: Ramón Sosa؛ زادهٔ ۳۱ اوت ۱۹۹۹) بازیکن فوتبال اهل پاراگوئه است.
وی همچنین در تیم ملی فوتبال پاراگوئه بازی کرده‌است.